# Romano Penzo
Romano Penzo (Chioggia, 8 aprile 1920 – Torino, 22 giugno 1991) è stato un calciatore e allenatore di calcio italiano, di ruolo attaccante.

## Carriera
Cresciuto nelle giovanili del Rovigo, ha giocato in Serie A con Fiorentina (il 24 dicembre segna 4 gol contro la Cavagnaro, nella Coppa Italia 1939-1940), Inter, Brescia e Lazio.
Ha giocato nelle file del Varese il Torneo Benefico Lombardo 1944-45. Giocando nell'Inter stabilisce il record dei cinque gol segnati in una sola partita.
Conclusa la carriera da calciatore ha intrapreso quella da allenatore, guidando lo Spezia all'inizio degli anni cinquanta.
Lasciato il mondo del calcio è stato responsabile dell'ufficio vendite della società Osram a Torino negli anni 60'e in seguito al matrimonio con la signora Bellancino Maria Luisa vedova Viberti, ha ricoperto importanti incarichi nella società Officine Viberti Spa, società produttrice di autoveicoli commerciali (pullman, filobus, rimorchi ecc.) diventandone Vice Presidente, incarico che ha ricoperto fino al 1977 , anno in cui la proprietà delle Officine Viberti Spa è stata ceduta.

## Palmarès

### Club

#### Competizioni nazionali
- Coppa Italia: 1

Fiorentina: 1939-1940

#### Competizioni regionali
- Campionato toscano di guerra: 1

Fiorentina: 1944-1945